# Переходы (Тернопольская область)
Переходы (укр. Переходи) — село в Чортковской городской общине Чортковского района Тернопольской области Украины.
Население по переписи 2010 года составляло 700 человек. Почтовый индекс — 48509. Телефонный код — 3552.